# 乌克兰侨民选区

乌克兰侨民选区

乌克兰侨民选区为位于乌克兰领土外的选区，包括位于乌克兰駐外大使馆和领事馆内的所有投票站，以及乌克兰维和特遣队（科索沃和刚果民主共和国）驻外军事基地内的投票站。 侨民选区的地区选举委员会的职责由中央选举委员会履行。在这个地区，只举行全国性的选举，即总统和议会选举，以及全国性的公民投票。那里没有举行地方选举。
在投票当天部署的悬挂乌克兰国旗的船只上的投票站和南极洲维尔纳德斯基研究基地的投票站，尽管实际上在乌克兰领土之外，但都纳入乌克兰领土上的通常选区。船上的一个投票站包括在其注册港所在地区， 极地站的投票站包含在乌克兰国家南极科学中心总部所在的第223选区（基辅市舍夫琴基夫斯基区）。
在乌克兰駐外機構中，不仅有使领馆，还有駐国际组织代表和名誉领事馆，但或者没有投票站。除了大使馆和领事馆外，乌克兰驻阿根廷大使馆分馆还有一个投票站，位于智利圣地亚哥市。
任何没有犯罪记录的乌克兰公民都可以申请成为外国选区选区选举委员会委员，但候选人及其代表、政府官员（包括駐外使領館館员）除外。
2011年11月，乌克兰通过了新版《乌克兰人民代表选举法》，废除了外国选区，其在国外的所有投票站平均分布在基辅市的选区。然而，2012年4月，乌克兰宪法法院宣布这一法案违宪，理由是在基辅的选区增加外国投票站阻碍了居住在基辅的选民意愿的充分反映， 因此后来外国选区重新纳入法律。

## 选民人数及其投票率
截至2019年乌克兰总统选举第一轮投票日，侨民选区有552,357名合格选民（约占所有合格选民的1.55%），其中268人在刚果民主共和国戈马的军事基地，42人在科索沃新塞洛的军事基地。
截至2019年乌克兰议会选举投票日，全球72个国家共有102个投票站，其中德国5个，美国、波兰和意大利4个，加拿大、西班牙、土耳其和中国3个。 乌克兰驻米兰总领事馆是侨民选区唯一设有两个投票站的地方。
侨民选区与普通选区的不同之处在于其投票率相当低（约为10-15%，而乌克兰境内的投票率超过50%，但乌克兰社区组织良好的国家的选民投票率略高）， 由于投票区面积巨大，许多选民无法前往投票站，即使他们去了，他们也必须排很长的队才能投票。 此外，有一种意见认为，由于申请领事登记的程序相当复杂，以及许多乌克兰人向乌克兰当局隐瞒他们在国外的事实，只有一小部分在国外的乌克兰公民被列入外国选区的选民名单。 此外，要在外国选区投票，一个人必须去大使馆或领事馆两次：一次登记，一次投票。

## 与普通选区的差异
侨民选区的选举进程与乌克兰领土上的选区在许多方面有所不同。不同之处包括：
- 乌克兰领土上的选区是以居住在每个选区的选民人数大致相等的方式形成的。在2012年形成今天的选区时，每个选区的平均选民人数为161,140人。[doc 4] 拥有552,357名选民的侨民选区显然不遵守这一规定。
- 在议会选举期间，乌克兰领土上每个选区的选民不仅可以获得一张全国范围内选出的政党名单的选票，还可以获得另外一张选票，上面有在议会中代表其选区的候选人名单（乌克兰实行混合投票制度，225名议员通过全国政党名单选出，225名从每个选区选出一名）。外国选区的选民只得到一张带有政党名单的选票。
- 外国选区不举行地方选举（市、镇和村长选举，村、镇、市、区和地区议会选举等）。
- 中央选举委员会在外国选区履行地区选举委员会的职责，特别是任命地区选举委员会成员，接受他们的计票协议，并登记观察员。[law 3]
- 外交部在组织外国选区的选举过程中也发挥了一些作用，例如参与组建选区委员会的工作人员，[law 4]维护外国选区的选民名单，[doc 5]将投票选票和其他投票文件从中央委员会转移到选区委员会，反之亦然。[law 5][doc 6]
- 与乌克兰通常的投票站一样，外国投票站在8点至20点向选民开放，但根据当地时间，而不是乌克兰时间。[law 6]最早开放的投票站是位于堪培拉的乌克兰驻澳大利亚大使馆。它在乌克兰时间前一天23点开放。最晚开放的是乌克兰驻旧金山总领事馆的投票站，该投票站将于乌克兰时间18点开放。[12]
- 与乌克兰领土不同，在乌克兰领土上，选区永远不会超过100平方公里，在大城市，选区甚至可能小于一个街区，而在外国选区，选区可以包含整个国家，有时甚至相当大的一部分大陆。这给海外选民带来了很多麻烦。
- 在外国选区，由于选区面积巨大，没有在居住地进行投票（针对因健康问题无法亲自前往投票站的人）。[law 7]
- 在国外的投票站，选民应出示旅行护照、外交护照或服务护照才能投票，而在乌克兰的投票站选民应出示身份证。[13]
- 居住在乌克兰的乌克兰公民根据其居民登记被添加到选民名单中，而国外公民则根据领事登记数据被添加到名单中。[14]
- 在乌克兰公民众多的国家，如波兰、德国、摩尔多瓦、美国或加拿大，选民名单可能多达数万人（其中最大的名单属于基希讷乌大使馆的投票站，超过5万名选民）。与此同时，在乌克兰领土上，每个投票站的选民名单从未超过2500人。[15]

## 废除乌克兰駐俄罗斯投票站
2018年，根据外交部的意见，中央选举委员会决定关闭俄罗斯境内的所有乌克兰投票站，即驻俄羅斯莫斯科大使馆和驻圣彼得堡、顿河畔罗斯托夫、叶卡捷琳堡和新西伯利亚领事馆。出于安全原因，居住在俄罗斯的选民转移到邻国的投票站。俄罗斯的北高加索联邦管区和南部联邦管区纳入乌克兰驻格鲁吉亚大使馆的选区，俄罗斯欧洲部分的其他地区纳入乌克兰驻芬兰大使馆的选区，俄罗斯亚洲部分纳入乌克兰位于哈萨克斯坦大使馆轄區。 时任外交部长帕夫洛·克利姆金称駐俄罗斯投票站存在重大安全风险，如执法、行政和宣传对选民和选举委员会成员的压力、危险挑衅的可能性、特勤人员渗透到选举委员会、俄罗斯当局干预选举等。部长用这样一份声明总结了外交部的立场：
| “ | 我们认为，在侵略国的领土上举行自由公正的选举是不可能的，缺乏政治和法律意义，对那些决定参加的人来说是危险的。 | ” |
|   | |   |

俄罗斯部分地区所属的乌克兰侨民选区

这导致某些俄罗斯媒体声称2019年乌克兰总统选举是非法的，并辩称俄罗斯领土上的投票站被废除，俄罗斯观察员被拒绝观察乌克兰选举。
这一决定于2019年1月在乌克兰最高法院受到质疑，但法院承认其合法。

## 在国外投票的困难
在2019年乌克兰总统选举，侨民选区552,357名登记选民中只有59,830人使用了投票权，即使在国家登记册中有大约600万乌克兰公民在国外。因此，只有大约1%的海外乌克兰公民参加选举。许多居住在乌克兰境外的乌克兰人向乌克兰官员隐瞒自己在那里的情况，最大的原因是政客们频繁发表声明，表示有可能对在国外工作的人征税，并对双重国籍实行惩罚，以及对乌克兰当局的普遍不信任。那些决定投票的公民必须申请被列入国外投票站的选民名单，或者申请被列入乌克兰外交机构的领事名单，这也将导致被列入选民名单。在这两种情况下，他们都必须通过邮件发送申请，以及乌克兰护照和居留许可原件，这被认为是有风险的，或者亲自来到外交机构。另一个国家的护照作为该国居留许可的证明是不合格的，因为乌克兰不承认其公民的其他公民身份。因此，同样拥有另一个国家护照的乌克兰公民无法实现被添加到选民名单中，也无法被添加到领事名单中。亲自前往大使馆或领事馆登记投票或投票对许多公民来说是一个问题，因为他们经常需要长途跋涉。例如，一个住在珀斯的乌克兰人要走3000多公里才能到达堪培拉大使馆，而一张穿越欧洲大陆的机票可能要花费800美元或更多。除了财务部分，前去投票还需要一天甚至几天的时间。这一问题在巴西、南非、澳大利亚、中国等投票站少、领土大或投票站覆盖几个主要国家的国家尤为严重。在选举日期间，在乌克兰人众多的国家，如德国、捷克共和国、美国、摩尔多瓦和爱沙尼亚，投票站前排起了长队。由于外国投票站的容量较低，选民不得不排队等候数小时。有时，当投票站关闭时，排队的人仍然在那里，所以它不得不继续工作一段时间。此外，找人在外国选区选举委员会工作往往是个问题。
由于上述问题，国外的乌克兰人正在积极倡导电子投票，至少对外国选民来说是这样。反对通过互联网投票的人说，人们会怀疑计票的真实性，也无法确保投票是自由和个人的，也就是说，如果一个人在另一个人的监督下投票，甚至在东道国的特殊服务监督下投票会怎么样。除此之外，网络投票的批评者担心来自俄罗斯的大量选票，俄罗斯的诚实将受到质疑。此外，居住在国外的选民要求引入在线领事登记系统并允许邮寄投票。 除此之外，侨居选民对投票站的缺乏感到担忧，并提出不仅在大使馆和领事馆，而且在乌克兰或其他地方的名誉领事馆开放投票站。 官方层面上，前外交部长帕夫洛·克利姆金指出，乌克兰现行立法只允许在驻外使领馆和军事基地开设投票站，此外，并非所有国家都允许在外交使团之外开设投票站。 与此同时，克里姆金表示全力支持电子投票的理念。

## 与其他国家对侨民投票做法的比较
世界上有两种主要的方法将海外公民的选票归属于特定选区：他们的选票收集到一个（世界各地）或數个（每个选区都覆盖外国领土的某一部分）海外选区，或者他们的选票以某种方式归属于位于本国领土上的选区。许多国家都有单一的外国选民，例如保加利亚或克罗地亚。与法国、葡萄牙或克罗地亚等许多其他国家不同，国外的乌克兰选民不能选举多数派议员。 在一些国家，外国选区不是一个而是几个，每个选区只涵盖外国领土的特定部分。例如，葡萄牙有两个外国选区：一个包括欧洲国家，另一个包括所有欧洲以外的国家。在法国，有11个外国选区，每个选区都包括几个欧洲国家或其他大陆的大部分地区。意大利和北马其顿也有类似的“支离破碎”的外国选区。
另一种方法是将海外公民的选票分配给本国领土上的一个或多个选区（通常在首都）。2012年，乌克兰宪法法院取消了这一做法。荷兰采用了这种方法，海外公民被分配到海牙选区（海牙市长负责在海外登记选民）。在波兰，海外公民计入华沙的第19选区；在白俄罗斯，外国选票归属于白俄罗斯外交部所在的明斯克第95库帕洛夫区；
至于投票本身，根据国家的不同，公民要么必须亲自来到国外的投票站，要么可以远程投票（邮寄或在线）。包括挪威和澳大利亚在内的一些国家，允许那些在选举日将在国外但不久前将在国内的选民提前投票。那些只允许在投票站投票的国家公民应该前往他们国家的外交使領館进行投票。摩尔多瓦是个例外，在特定条件下，该国选民可以在任何地方安排投票站，甚至在商店里。乌克兰立法只允许在乌克兰的駐外使領館中进行海外投票。
与乌克兰不同，世界上许多国家为选民提供了在选民名单上登记、邮寄（纸质或电子）或在线投票的机会。例如，在爱沙尼亚，民眾可以在线投票，在美国，根据州的不同，选民要么收到纸质选票，填写并发回，要么通过电子邮件或传真收到选票，打印并发回，或者通过互联网投票。有些国家甚至不允许海外公民投票。例如，以色列公民只能在以色列境内投票。那些在国外的公民（外交官和一些政府機構駐外雇员除外）不允许投票。除欧洲议会选举外，同样的情况也适用于爱尔兰。
在英国，居住或暂时居住在国外的公民可以委托他人代表他们投票。在欧洲议会选举期间，居住在另一欧盟成员国的一个欧盟成员国国民可以按照与当地公民相同的条件在居住国投票。例如，居住在西班牙的爱尔兰公民可以作为西班牙选民参加选举，并投票给西班牙提名的欧洲议会政党。

## 选举结果

### 总统选举
|  | 由于已知的技术原因，图表暂时不可用。带来不便，我们深表歉意。 |

|  | 由于已知的技术原因，图表暂时不可用。带来不便，我们深表歉意。 |

|  | 由于已知的技术原因，图表暂时不可用。带来不便，我们深表歉意。 |

|  | 由于已知的技术原因，图表暂时不可用。带来不便，我们深表歉意。 |

|  | 由于已知的技术原因，图表暂时不可用。带来不便，我们深表歉意。 |

### 议会选举
在外国选区，“亲欧洲”政党传统上比“亲俄罗斯”政党获得更多的选举支持。例如，在2012年的议会选举中，全乌克兰联盟“自由”赢得了最多的选票，以0.36%的差距超过了地区党，而地区党在乌克兰领土上轻松获胜，获得了自由党三倍的选票。另一个例子是，乌克兰共产党在外国选区获得的选票总是比在乌克兰少。2014年，反对党集团在乌克兰东部选区赢得了压倒性多数，但在外国选区仅一个选区获胜。
|  | 由于已知的技术原因，图表暂时不可用。带来不便，我们深表歉意。 |

|  | 由于已知的技术原因，图表暂时不可用。带来不便，我们深表歉意。 |

|  | 由于已知的技术原因，图表暂时不可用。带来不便，我们深表歉意。 |

|  | 由于已知的技术原因，图表暂时不可用。带来不便，我们深表歉意。 |

|  | 由于已知的技术原因，图表暂时不可用。带来不便，我们深表歉意。 |

## 投票站和选区列表
除驻俄罗斯大使馆和领事馆、驻梵蒂冈、印度尼西亚、伊拉克、巴基斯坦、塔吉克斯坦、安哥拉、埃塞俄比亚、肯尼亚、尼日利亚、塞内加尔大使馆、圣保罗领事馆外，乌克兰所有驻外使领馆都设有国外投票站。此外，驻利比亚大使馆，由于持续的军事冲突，临时设在突尼斯。
还有一些国家不属于任何外国选区：冰岛、阿尔巴尼亚、不丹、老挝、朝鲜、巴布亚新几内亚、海地、许多非洲国家，包括塞拉利昂、几内亚比绍、冈比亚、利比里亚、象牙海岸、布基纳法索、加纳、多哥、喀麦隆、赤道几内亚、刚果、刚果民主共和国、乍得、中非共和国、南苏丹、乌干达、吉布提，厄立特里亚和索马里，以及众多太平洋和加勒比岛国。
投票站也设在有乌克兰维和特遣队的军事基地。目前包括乌克兰驻科索沃维和部队的基地和刚果民主共和国第18独立直升机支队的基地。此前，联合国利比里亚特派团第56独立直升机部队也有一个投票站（900113号投票站）。此外，过去在刚果民主共和国布尼亚的第18直升机支队（900112号投票站）还有另一个投票站，与戈马的投票站同时存在，该投票站至今仍然存在。
按选民人数划分的选区：
| 阿尔及利亚 · 尼日尔 | 奈及利亞 · 加彭 |

| 南非 · 尚比亞 · 辛巴威 · 模里西斯 · 马达加斯加 · 莫桑比克 · 纳米比亚 | 賴索托 · 马拉维 · 卢旺达 · 坦桑尼亚 · 安哥拉 |

在德国的乌克兰侨民选区划分
在波兰的乌克兰侨民选区划分
在美国的乌克兰侨民选区划分
在加拿大的乌克兰侨民选区划分
在意大利的乌克兰侨民选区划分
在西班牙的乌克兰侨民选区划分
在土耳其的乌克兰侨民选区划分
在中国的乌克兰侨民选区划分

## 地图
投票站所在地olling stations at:
  大使馆
  领事馆
  大使馆分馆
  军事基地